# Via Appia

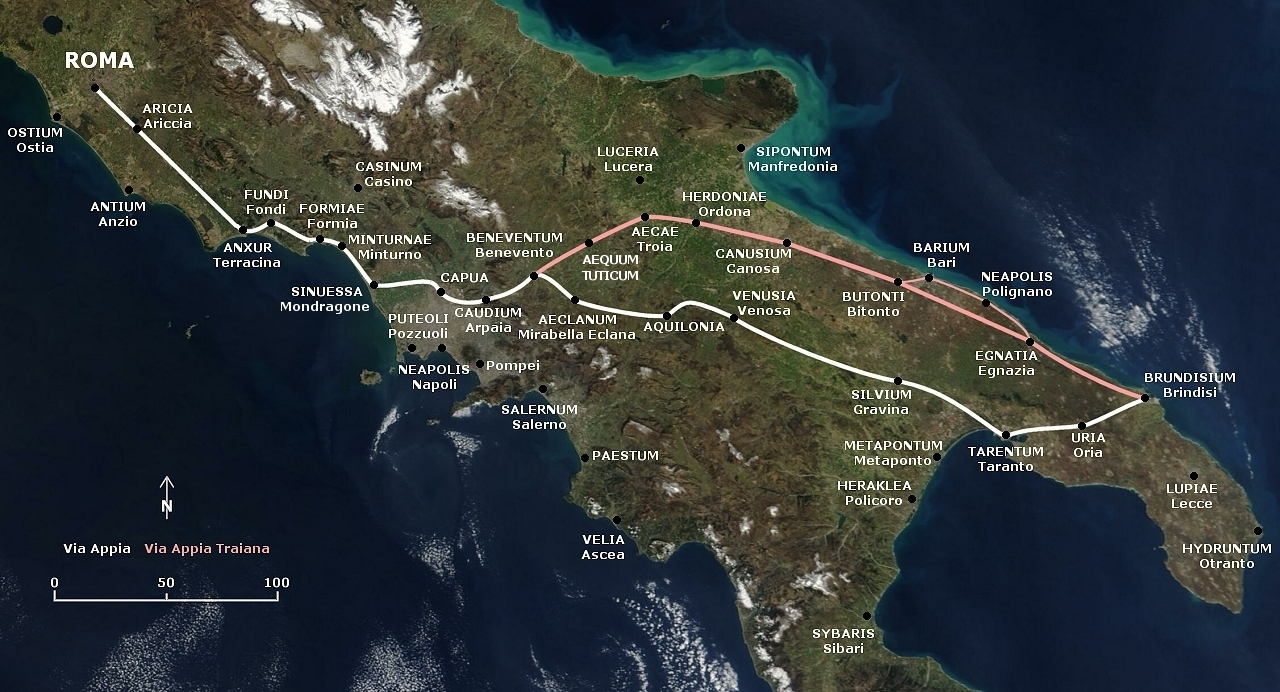
Via Appia

Via Appia (scris și citit ca în latină și limba italiană; uneori, Drumul Appian) a fost un drum roman care lega Roma de Brundisium (azi Brindisi), unul dintre cele mai importante porturi din Italia antică, unde aveau originea rutele comerciale către Grecia și Orient. Conecta orașul Roma și sud-estul Italiei. Supranumită de romani regina viarum („regina drumurilor”), este considerată de toată lumea, ținând cont de perioada în care a fost construită (sfârșitul secolului al IV-lea - secolul al III-lea î.Hr.), una dintre cele mai mari lucrări de inginerie civilă ale Antichității datorită impactului economic, militar și cultural enorm pe care l-a avut asupra societății romane. Via Appia (Via Appia Antica) era principalul drum consular din Imperiul Roman.

## Istoric

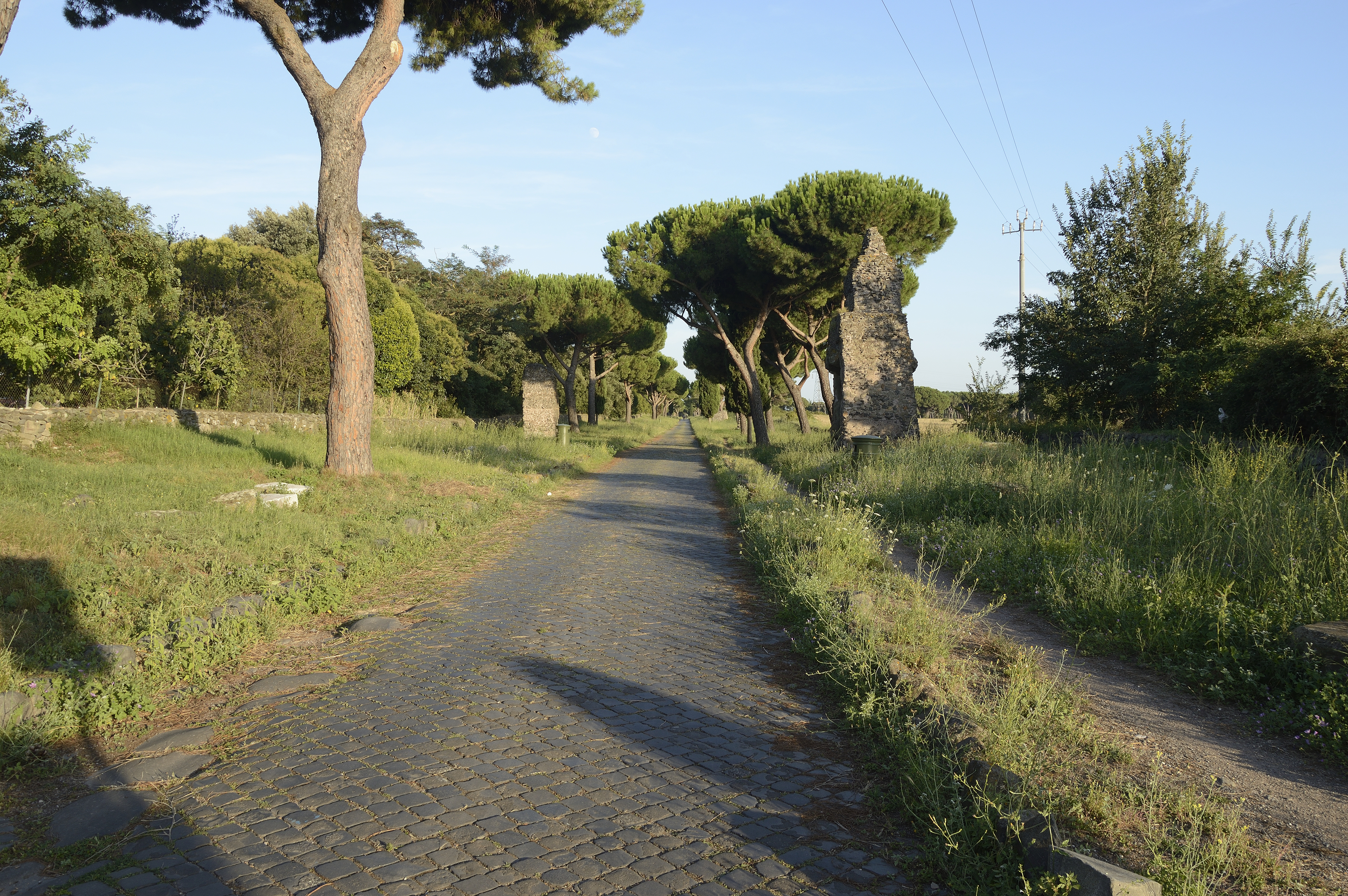
Via Appia la sud de Porta San Sebastiano (Roma)

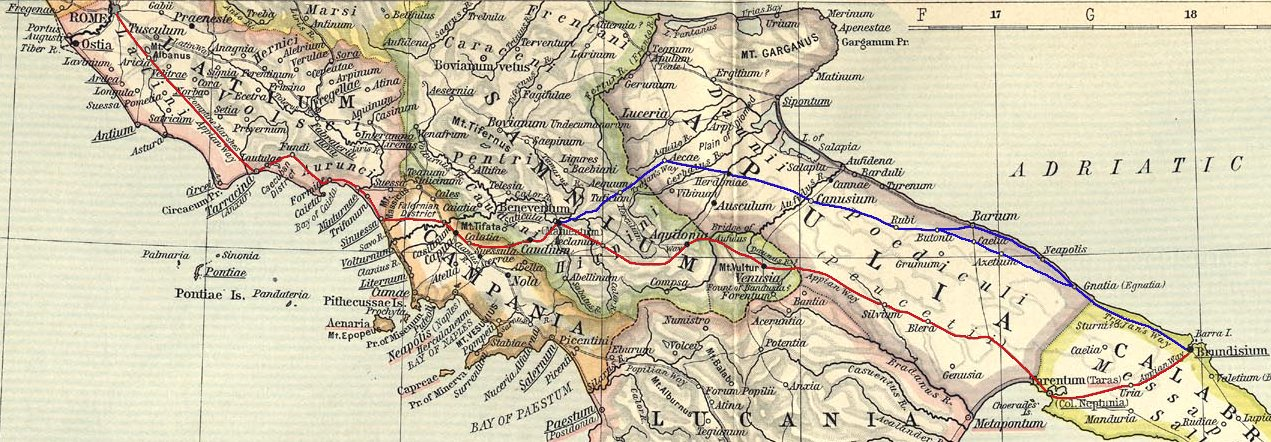
Via Appia (în roșu) și Via Appia Traiana în (albastru).

Drumul a fost construit de  Appius Claudius Caecus (312 î.Hr.), la început strada avea o lungime de 195 km (Roma - Capua) fiind construită în scopuri militare, pentru înlesnirea deplasării trupelor romane contra samniților. Prin anul 265 î.C. drumul a fost prelungit până la  Brundisium (azi Brindisi) devenind un drum comercial important, pentru comerțul cu sclavi și mărfuri din Orient.
Parcursul originar pornea din sudul Romei, aproape de Termele lui Caracalla, trecea aproape de catacombele lui Calixt, ale Sfântului Sebastian și ale Sfintei Domitilla, apoi Ariccia, forul Appio, Terracina, Fondi, Itri, Formia, Minturno  (Minturnae), Mondragone (Sinuessa), și în sfârșit Capua, care trecuse sub control roman, Appius Claudius Caecus văzând aici un factor al unității politice și economice dintre cele două orașe.
Drumul avea ca funcție principală trimiterea cât mai rapid posibil a unor trupe spre sudul Italiei, în scopul de a consolida dominația Romei în această parte a peninsulei. În 191 î.Hr., a fost prelungită spre Tarento și Brindisi, cel mai important port comercial cu Grecia și Orient din epocă, și de unde se îmbarcau legionarii pentru Africa și Asia Mică. Cu o lărgime foarte regulată de 4,1 m, Via Appia era pavată cu dale mari de bazalt bombate, permițând să se petreacă două căruțe, în timp ce ea era mărginită de drumuri de pământ pentru pietoni care puteau să mănânce, să se răcorească și să se odihnească mulțumită tabernaelor și fântânilor care jalonau drumul.
Via Appia devine unul dintre cele mai imporante drumuri din Imperiul Roman din care cauză va denumit și „Regina Viarum” (regina străzilor). Ruta veche spre Brindisi trecea prin Benevento și Tarent.
În timpul împăratului Traian (114) s-a mai construit o ramură numită „Via Traiana” prin Bari aceasta fiind o scurtătură de două zile de călătorie, astfel drumul de la Roma la Brindisi care dura înainte 14 zile a fost scurtat la 12-13 zile.
Deoarece legea romană interzicea îngroparea morților în regiunile locuite, de-a lungul drumului se află morminte ca a lui Cicero, Caecilia Metella, iar în nișele din catacombe fiind îngropați săracii (Catacombele San Sebastian, Domitilla și Calixtus).
În prezent Via Appia (Strada 7) este circulată pe toată lungimea ei (540 km), o parte fiind asfaltată, dar cea mai mare parte este pietruită în timpul romanilor.